# Recerca oberta
La recerca oberta és aquella que es duu a terme seguint l'esperit del programari lliure i de codi obert. De manera similar als projectes de codi obert, construïts al voltant d'un codi font que es fa públic, el punt central de la recerca oberta és deixar clara la metodologia i oferir-ne l'accés lliure a través d'internet, juntament amb qualsevol dada o resultat que se n'extregui o se'n derivi. Això permet una col·laboració massiva i distribuïda, on a més tothom pot participar a qualsevol nivell del projecte.
Si la recerca és de naturalesa científica, se l'anomena sovint ciència oberta. La recerca oberta també pot incloure les ciències socials, les humanitats, les matemàtiques, l'enginyeria i la medicina.

## Tipus de projectes oberts
Hi ha diferències importants entre els diversos tipus de projectes oberts.
Els projectes que ofereixen dades obertes però no permeten la col·laboració oberta s'anomenen d'accés obert en comptes de recerca oberta. Oferir accés obert a les dades és una condició necessària però no suficient perquè un projecte sigui de recerca oberta, ja que tot i que qualsevol pot utilitzar-ne lliurement les dades, no cal que la recerca que se'n derivi es faci també de manera oberta. Per exemple, tot i que hi ha hagut moltes crides a una recerca col·laborativa més oberta en el camp de desenvolupar nous medicaments i a oferir grans quantitats de dades de manera oberta, hi ha molt pocs projectes oberts col·laboratius en aquesta àrea.
Els projectes a internet que un gran nombre de participants per dur a terme petites feines que després s'uneixen han aconseguit grans resultats, però aquest projectes són diferents d'aquells en què els participants tenen la possibilitat d'influir en la direcció general de la recerca, o aquells en què s'espera dels participants que tinguin una contribució creativa a la ciència en què es basa el projecte.
La majoria dels projectes de recerca oberta es duen a terme dins de grups de recerca ja existents. Inicialment es publiquen les dades primàries de la investigació, a les que se'n poden afegir de noves, o es poden interpretar, si es té l'expertesa necessària, unint-se per tant en l'esforç col·laboratiu. Així, el "producte final" del projecte (que encara és susceptible d'ampliació o modificació en un futur) sorgeix de moltes contribucions de diversos grups de recerca, en comptes dels esforços d'un sol individu o grup. Per tant, la recerca oberta es diferencia de l'accés obert en el fet que el resultat és susceptible de canviar en el temps.
A diferència de l'accés obert, la veritable recerca oberta ha de demostrar una col·laboració activa en línia. Hi comencen a haver ja llocs web que demostren aquesta capacitat.

## Convencions de copyright
Els problemes amb el copyright es tracten usant o bé el copyright estàndard (quan és aplicable), o bé alliberant el contingut al domini públic, o bé publicant el contingut amb llicències com ara les de Creative Commons o una de les de GNU General Public License.

## Exemples
El 2005 es van presentar diversos exemples en l'àmbit de la recerca tractaments, nous o millorats, de les malalties tropicals desateses.
La recerca científica i d'enginyeria que dona suport a la creació de tecnologia adequada de codi obert per a un desenvolupament sostenible ha utilitzat durant molt de temps els principis de la recerca oberta. La recerca de codi obert per al desenvolupament sostenible s'està formalitzant amb accés obert a articles científics, mètodes d'investigació, dades, resultats i resums per al públic general.
També hi ha exemples basats en la tecnologia wiki: Appropedia, Wikiversity, Citizendium, Scholarpedia.
Tot i que inicialment els primers intents cap a una recerca oberta se centraven en àrees com les dades científiques, metodologia, programari i publicacions, actualment es té també en compte altres parts del procés de recerca científica, com ara metadades científiques i idees de finançament.